# Fort Loncin

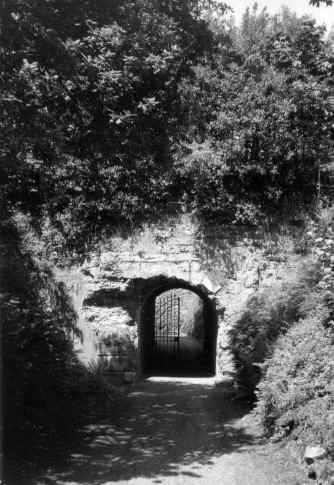
Der Eingang des Forts

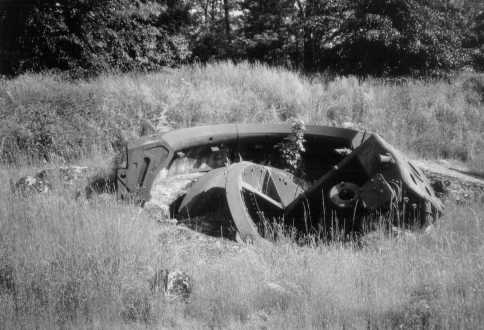
Eine der zerstörten Haubitzen

Fort Loncin war eines von sechs großen Festungswerken des Festungsring Lüttich; außerdem gab es sechs kleine Festungswerke.
Der Ring wurde 1880 bis 1890 nach Plänen des Generals Henri Alexis Brialmont um die belgische Stadt Lüttich herum gebaut; dabei wurden erstmals Beton und Stahlbeton im größeren Umfang verwendet. Das Fort Loncin wurde 1888 gebaut.
Die Besatzung bestand aus 500 Artilleristen und 80 Infanteristen.
Es erhielt am 15. August 1914 während der Eroberung von Lüttich bei einem deutschen Angriff im Ersten Weltkrieg einen Volltreffer in die Munitionskammer. Durch die Explosion und das Zusammenbrechen von Teilen des Forts starben 350 belgische Soldaten; die Überlebenden – darunter auch der belgische Befehlshaber Gérard Leman – kamen in deutsche Kriegsgefangenschaft.
Das Fort wurde nicht wiederaufgebaut; es gilt als eines der bedeutendsten belgischen Kriegsdenkmäler.

## Form und Lage
Das Fort hat die Form eines gleichseitigen Dreiecks mit einer Fläche von einem Hektar und ist mit einem Graben von zehn Metern Tiefe und 15 Metern Breite umgeben. Das Fort befindet sich etwa sieben Kilometer westlich der Innenstadt von Lüttich an der Ausfallstraße nach Brüssel (route nationale 3) und an der Bahnstrecke Brüssel–Lüttich
Die Bewaffnung des Forts:
- Zwei Haubitzen im Kaliber 210 mm unter jeweils einer Panzerkuppel
- Zwei Kanonen im Kaliber 150 mm zu zweit unter einer Panzerkuppel
- Vier Kanonen im Kaliber 120 mm jeweils zu zweit unter einer Panzerkuppel
- Vier Kanonen im Kaliber 57 mm unter jeweils einer Panzerkuppel
- Weitere Schnellfeuerkanonen im Kaliber 57 mm und Scharten für Maschinengewehre

Die schweren Waffen und Panzerkuppeln stammten vor allem aus dem Deutschen Reich; besonders aus der Krupp-Gussstahlfabrik in Essen und aus deren 1893 übernommenem Tochterunternehmen Grusonwerk (Magdeburg-Buckau).
Der übrige Teil der Waffen stammte aus Belgien.

## Zerstörung im Ersten Weltkrieg
Zu Beginn des Ersten Weltkriegs galten die Forts von Lüttich als uneinnehmbar. Durch für die deutschen Angreifer glückliche Umstände konnte die Innenstadt am 7. August 1914 besetzt werden. Am 14. August begannen schwere (30,5-cm-M.11-Mörser von Skoda) und schwerste (42-cm-Mörser vom Typ dicke Bertha) mit dem Beschuss der Forts. Bis zum Abend des 15. August kapitulierten zehn von ihnen; Fort Loncin erhielt um 17:20 Uhr den Volltreffer in die Munitionskammer (in der sich 12 Tonnen Sprengstoff befanden) und kapitulierte am 16. August.

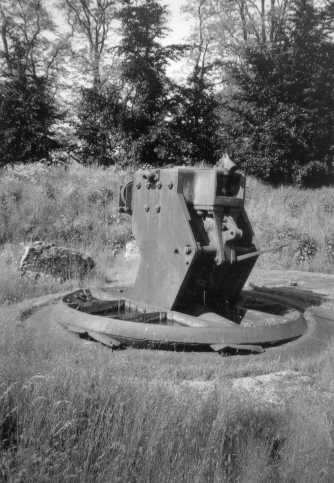
Dieser Panzerdrehturm mit Haubitze wurde bei der Explosion der Pulverkammer aus der Fassung gehoben und traf mit der Kalotte nach unten wieder auf den Vorpanzer auf – er liegt also heute umgedreht auf dem alten Standort

Spätere Untersuchungen stellten fest, dass die Munitionskammern zu nahe an der Oberfläche lagen, außerdem wurde der damals neue Werkstoff Beton falsch verarbeitet, beides wurde bei den belgischen Neubauten in der Zwischenkriegszeit vermieden.

## Sonstiges
Der erfolgreiche Einsatz der Dicken Bertha begründete für dieses Geschütz den Mythos der Wunderwaffe. Das Kaliber dieses Mörsers von 42 cm wurde dafür zum Synonym.
Auf dem Gelände des Forts befinden sich eine Gedenkstätte und ein Soldatenfriedhof.
Am 4. Juli 1943 stürzte ein Halifax-Bomber der Royal Air Force knapp neben dem Soldatenfriedhof ab. Der 19-jährige Pilot opferte vermutlich sein Leben, damit sein Flugzeug nicht auf Wohnhäuser stürzte.
Im Oktober 2007 wurde der Boden nach Munitionsresten und Blindgängern durchsucht. Über 4000 Geschosse mit einem Gesamtgewicht von 142 Tonnen wurden geborgen.
König Philippe ernannte das Fort am 3. August 2014 zur nécropole nationale.

## UNESCO-Weltkulturerbe
Als Grab- und Gedenkstätte des Ersten Weltkriegs gehört das „Fort Loncin“ seit 2023 zum UNESCO-Welterbe.